# Jörg Habersetzer
Jörg Habersetzer (n. 1952) es un paleontólogo alemán, notable por su trabajo en el campo de la mamalogía. Trabaja en el Forschungsinstitut Senckenberg de Fráncfort del Meno, donde dirige la investigación del sitio fosilífero de Messel, Alemania. Se especializó en la investigación de murciélagos prehistóricos.
Jörg Habersetzer ha descrito los siguientes géneros y especies:
- Palaeochiropteryx (P. tupaiodon), junto con Gerhard Storch.[2]